# Galicyjskie Towarzystwo Gospodarskie
C. k. Galicyjskie Towarzystwo Gospodarskie we Lwowie (GTG, niem. K. K. galizische Landwirtschafts-Gesellschaft in Lemberg) – polskie stowarzyszenie gospodarcze wspierające rozwój rolnictwa i przemysłu na terenie Galicji Wschodniej w latach 1845–1922.

## Historia i działalność
Pierwsze próby założenia w Galicji towarzystwa rolniczego miały miejsce w 1811 roku z inicjatywy ziemianina naukowca Stanisława Jana Borkowskiego i ówczesnego gubernatora Galicji – hrabiego Petera von Goëssa. Do sprawy tej powracano bezskutecznie w latach następnych. W 1829 roku z inicjatywy Stanów Galicyjskich przesłano do Wiednia projekt Statutu stowarzyszenia który został zatwierdzony 14 lipca 1829 przez cesarza Franciszka II wraz z pozwoleniem na działalność. Praktyczne jednak wcielenie w życie projektu przeciągnęło się w czasie ze względu na powstanie listopadowe w Królestwie Polskim, a następnie niechęć władz austriackich w prowincji. Wreszcie po szesnastu latach od daty zatwierdzenia statutu zezwolił 6 maja 1845 ówczesny cywilny i wojskowy gubernator Galicji, arcyksiążę Ferdynand Habsburg-Este na zawiązanie c. k. Galicyjskiego Towarzystwa Gospodarskiego. Do powołania stowarzyszenia doszło na zjeździe polskich ziemian 3 lipca 1845 we Lwowie. Członkami założycielami byli: hr. Kazimierz Stanisław Badeni, Stanisław Bohdan, Wojciech Brandys, hr. Seweryn Drohojowski, Edward Dulski, Tytus Dzieduszycki, Carl Enzendorfer, hr. Aleksander Fredro, książę Karol Jabłonowski, Józef Jabłonowski, Grzegorz Jędrzejewicz, Dawid Jędrzejowicz, Antoni Klima, Tomasz Kochański, hr. Cyprian Komorowski, bar. Jan Konopka, Maurycy Kraiński, Kazimierz Krasicki, baron Franz Krieg von Hochfelden, Walerian Krzeczunowicz, August Kunzek, Józef Lewicki, hr. Kajetan Lewicki, Julian Lubieniecki, Antoni Mysłowski, Wiktor Obniski, Jan Olechowski, Tyberiusz Olszewski, Teofil Ostaszewski, Stanisław Konstanty Pietruski, hr. Alfred Potocki, książę Leon Ludwik Sapieha, hr. Michał Starzeński, Teodor Tergonde, Karol Zagórski, hr. Adam Zamoyski, Tadeusz Żebrowski. Działało od początku 1846 na podstawie statutu zatwierdzonego cesarskim edyktem z 14 lipca 1829. Statut ten był nowelizowany postanowieniami walnych zgromadzeń i zatwierdzany przez Namiestnictwo Galicyjskie w 1866, 1867 i 1877. Ustawa towarzystwa tak określała jego charakter: C. k. galicyjskie Towarzystwo gospodarskie jest to wolny związek gorliwych przyjaciół gospodarstwa i nauk z niem połączonych, którzy jednoczy swoje usiłowania, aby przez rozszerzenie pożytecznych wiadomości przyczynić się do podniesienia w kraju gospodarstwa, a tem samem wesprzeć dobroczynne zamiary Rządu. Członkami towarzystwa byli głównie ziemianie, ale im bliżej XX wieku wstępowali także do niego dzierżawcy, oficjaliści, przedsiębiorcy, a także zamożni chłopi. Działało na terenie wschodniej Galicji stąd mimo polskiego charakteru towarzystwa aż do lat 70. jego członkami byli także Rusini (Ukraińcy). Na terenie zachodniej Galicji działało od 1845 podobne stowarzyszenie – Towarzystwo Rolnicze Krakowskie.
Na podstawie projektów Zygmunta Kozłowskiego dokonano w latach 1856–1861 decentralizacji GTG, tworząc oddziały terenowe.
Zadaniem Towarzystwa było krzewienie oświaty rolniczej, a także „podniesienie krajowego gospodarstwa wiejskiego, ogrodnictwa, jedwabnictwa, leśnictwa itp.” Jak mówił współzałożyciel i pierwszy prezes Towarzystwa Leon Ludwik Sapieha jego celem pozostawało „Pobudzić umysły do pracy nad dźwignięciem rolnictwa, wskazać do tego najwłaściwsze drogi, dowiadywać się o zaprowadzonych gdzie indziej poprawach i te starać się w całym kraju rozpowszechniać, kształcić ludzi do wszelkich gałęzi gospodarstwa.” Głównymi formami działania GTG było organizowanie wykładów i kursów rolniczych, ogrodniczych, mleczarskich i weterynaryjnych. Szczególnie duży wysiłek podjęto w zakresie rozwoju hodowli bydła – importując rasowe bydło i zakładając stacje zarodowe. Towarzystwo wydawało także fachowe pisma rolnicze przede wszystkim „Rozprawy c.k. Galicyjskiego Towarzystwa Gospodarskiego” (1846–1862), a następnie pismo „Rolnik” (1867–1914, 1916–1939). Ukazały się także 3 zeszyty „Rozpraw Sekcyi Leśnej C.K. Towarzystwa Gospodarskiego Galicyjskiego” (1853–1855) oraz „Miesięcznik Sadowniczo-Ogrodniczy” (1917–1918) organ Sekcji Ogrodniczej pod red. Antoniego Wróblewskiego. Było ono organizatorem i sponsorem pierwszej szkoły rolniczej w Galicji w Łopusznej w pow. rohatyńskim (1849) oraz Szkoły Gospodarstwa Wiejskiego w Dublanach (1856). Wspierało rozwój polskiego przemysłu oraz polskiego ruchu spółdzielczego w Galicji Wschodniej. Fundusze na swoją działalność Towarzystwo brało ze składek członkowskich, a od 1868 było szeroko subwencjonowane przez rząd i władze autonomiczne (w przededniu I wojny światowej było to ponad 2/3 wydatkowanych przez nie kwot).
|       | Liczba oddziałów | Liczba członków | Liczba członków | Liczba członków    | Liczba członków | biblioteka główna |
| razem | Liczba oddziałów | czynnych        | honorowych      | korespondencyjnych | liczba tomów    |                   |
| ----- | ---------------- | --------------- | --------------- | ------------------ | --------------- | ----------------- |
| 1870  | 23               | 1 775           | 1 648           | 18                 | 109             | 8 000             |
| 1871  | 23               | 1 757           | 1 624           | 21                 | 112             | 8 000             |
| 1872  | 24               | 1 789           | 1 622           | 21                 | 146             | 8 000             |
| 1873  | 24               | 1 497           | 1 337           | 21                 | 139             | 8 000             |
| 1874  | 24               | 1 520           | 1 356           | 22                 | 142             | 8 000             |
| 1875  | 23               | 1 536           | 1 372           | 22                 | 142             | 8 000             |
| 1876  | 23               | 1 548           | 1 383           | 22                 | 143             | 8 000             |
| 1877  | 23               | 1 537           | 1 376           | 21                 | 140             | 8 000             |
| 1878  | 23               | 1 537           | 1 379           | 20                 | 138             | 8 000             |
| 1879  | 23               | 1 325           | ‭1 168‬           | 21                 | 136             | 8 000             |
| 1880  | 23               | 1 286           | 1 160           | 14                 | 112             | 8 000             |
| 1881  | 23               | 1 235           | 1 111           | 14                 | 110             | 8 000             |
| 1882  | 24               | 1 262           | 1 127           | 15                 | 108             | 8 000             |
| 1883  | 24               | 1 344           | 1 222           | 15                 | 107             | 8 000             |
| 1884  | 24               | 1 329           | 1 216           | 15                 | 98              | 8 000             |
| 1885  | 24               | 1 350           | 1 245           | 14                 | 91              | 8 000             |
| 1886  | 24               | 1 350           | 1 244           | 16                 | 90              | 8 000             |
| 1887  | 24               | 1 335           | 1 234           | 16                 | 85              | 8 000             |
| 1888  | 24               | 1 325           | 1 228           | 13                 | 84              | 8 000             |
| 1889  | 24               | 1 381           | 1 288           | 10                 | 84              | 8 000             |
| 1890  | 23               | 1 328           | 1 229           | 15                 | 84              | 8 000             |
| 1891  | 22               | 1 328           | 1 228           | 17                 | 83              | 8 000             |
| 1882  | 20               | 1 556           | 1 469           | 20                 | 69              | 8 000             |
| 1893  | 23               | 1 556           | 1 457           | 21                 | 64              | 8 000             |
| 1894  | 23               | 1 675           | 1 590           | 21                 | 64              | 8 000             |
| 1895  | 24               | 1 652           | 1 570           | 20                 | 62              | 8 000             |
| 1896  | 25               | 1 642           | 1 563           | 19                 | 60              | 8 000             |
| 1897  | 25               | 1 681           | 1 602           | 19                 | 60              | 8 000             |
| 1898  | 27               | 1 805           | 1 728           | 17                 | 60              | 8 000             |
| 1899  | 27               | 1 800           | 1 724           | 16                 | 60              | 10 000            |
| 1900  | 27               | 1 899           | 1 823           | 16                 | 60              | 10 000            |
| 1901  | 26               | 1 936           | 1 860           | 16                 | 60              | 10 000            |
| 1902  | 27               | 1 959           | 1 883           | 18                 | 58              | 10 000            |
| 1903  | 24               | 1 950           | 1 875           | 18                 | 58              | 10 000            |
| 1904  | 25               | 2 382           | 2 306           | 18                 | 58              | 10 000            |
| 1905  | 28               | 2 616           | 2 537           | 23                 | 58              | 10 000            |
| 1906  | 28               | 2 828           | 2 746           | 25                 | 58              | 10 000            |
| 1907  | 32               | 3 320           | 3 237           | 25                 | 58              | 10 000            |
| 1908  | 32               | 3 508           | 3 425           | 25                 | 58              | 10 000            |
| 1909  | 32               | 4 198           | 4 152           | 16                 | 23              | 10 000            |
| 1910  | 32               | 4 326           | 4 290           | 16                 | 20              | 10 000            |
| 1911  | 32               | 4 674           | 4 630           | 17                 | 18              | 10 000            |
| 1912  | 32               | 5 390           | 5 347           | 16                 | 19              | 11 000            |
| 1913  | 32               | 5 638           | 5 600           | 17                 | 15              | 11 000            |

Na początku lat 60. XIX Towarzystwo działał w budynku Instytutu Ossolińskich pod numerem 23 następnie od 1866 we własnym budynku przy ulicy Karola Ludwika 5¼, a od 1871 przy placu Chorążyny 427 we Lwowie. W 1919 Towarzystwo zmieniło nazwę na Towarzystwo Gospodarskie Wschodniej Małopolski, i pod tą nazwą funkcjonowało do 1922, kiedy zostało wchłonięte przez Małopolskie Towarzystwo Rolnicze.

## Władze i działacze Towarzystwa

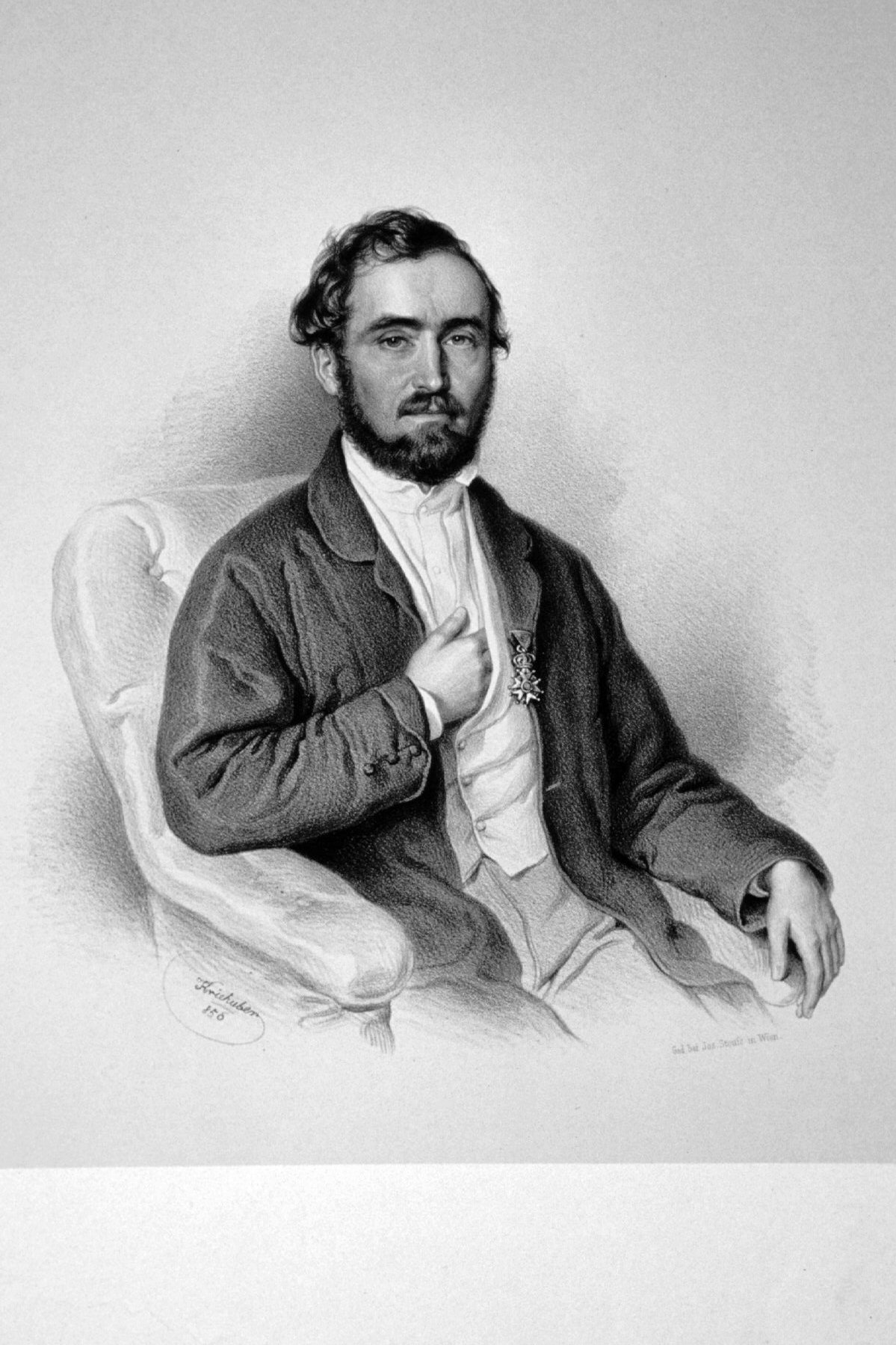
Leon Ludwik Sapieha pierwszy prezes Galicyjskiego Towarzystwa Gospodarskiego (litografia Josefa Kriehubera z 1856)

Protektorami Towarzystwa byli: Ferdynand Karol Józef Habsburg-Este (1845–1850) i Agenor Gołuchowski (1859-1875). Najwyższą władzę stanowiło walne zgromadzenie członków. W latach 1861–1865 nie odbywały się walne zgromadzenia członków z powodu zakazu władz austriackich. Od 1868 po zmianie statutu utworzono tzw. Ogólną Radę stowarzyszenia w skład której weszli obok prezesów, członków Komitetu także delegaci świeżo utworzonych oddziałów powiatowych. Na czele Towarzystwa stał Komitet którego pracami kierował prezes, od 1860 wspomagany przez wiceprezesa, od 1873 przez dwóch wiceprezesów, a następnie od 1890 przez trzech wiceprezesów. Liczba członków Komitetu GTG zmieniała się: w latach 1846–1868 wynosiła 6 osób, w latach 1869–1875 – 12 osób, w latach 1876–1882 – 16 osób, w latach 1883–1887 – 18 osób, zaś od 1888 wahała się od 20 do 23 osób. W tym czasie powstały także w ramach Komitetu GTG i działały sekcje m.in. hodowlana, ekonomiczna, pomologiczna, leśna i pszczelarska. To, oraz decentralizacja struktury niewątpliwie przyczyniło się do szybkiego rozwoju towarzystwa w drugiej połowie XIX wieku.
W 1910 doszło do rozłamu we władzach GTG, wskutek czego nowym prezesem został wybrany Witold Czartoryski.
| imię i nazwisko           | okres sprawowania funkcji          |
| ------------------------- | ---------------------------------- |
| Leon Ludwik Sapieha       | 31 stycznia 1846 – 25 czerwca 1861 |
| Franciszek Jan Smolka     | 25 czerwca 1861 – 18 maja 1862     |
| vacat                     | 18 maja 1862 – 30 stycznia 1866    |
| Kazimierz Antoni Krasicki | 30 stycznia 1866 – 16 lutego 1868  |
| Kazimierz Grocholski      | 16 lutego 1868 – 24 czerwca 1870   |
| Seweryn Smarzewski        | 24 czerwca 1870 – 20 czerwca 1873  |
| vacat                     | 20 czerwca 1873 – 24 czerwca 1875  |
| Adam Stanisław Sapieha    | 18 czerwca 1875 – 30 czerwca 1900  |
| Stanisław Stadnicki       | 30 czerwca 1900 – 18 czerwca 1903  |
| Włodzimierz Kozłowski     | 18 czerwca 1903 – 10 czerwca 1906  |
| Stanisław Brykczyński     | 10 czerwca 1906 – 10 czerwca 1909  |
| Kazimierz Laskowski       | 10 czerwca 1909 – 24 czerwca 1910  |
| Witold Czartoryski        | 24 czerwca 1910 – 20 czerwca 1914  |

| imię i nazwisko           | okres sprawowania funkcji         |
| ------------------------- | --------------------------------- |
| Kazimierz Antoni Krasicki | 10 lutego 1860 – 25 czerwca 1861  |
| Seweryn Smarzewski        | 25 czerwca 1861 – 18 maja 1862    |
| vacat                     | 18 maja 1862 – 30 stycznia 1866   |
| Ludwik Skrzyński          | 30 stycznia 1866 – 16 lutego 1868 |
| Jan Konrad Załuski        | 16 lutego 1868 – 24 czerwca 1870  |
| Antoni Jabłonowski        | 24 czerwca 1870 – 20 czerwca 1874 |
| Henryk Strzelecki         | 20 czerwca 1873 – 20 czerwca 1874 |
| Adam Stanisław Sapieha    | 20 czerwca 1874 – 18 czerwca 1875 |
| Dawid Abrahamowicz        | 20 czerwca 1874 – 12 czerwca 1880 |
| Bolesław Augustynowicz    | 18 czerwca 1874 – 15 czerwca 1892 |
| Piotr Gross               | 12 czerwca 1880 – 15 czerwca 1892 |
| Stanisław Stadnicki       | 12 czerwca 1890 – 30 czerwca 1900 |
| Władysław Koziebrodzki    | 28 czerwca 1891 -13 czerwca 1893  |
| Tadeusz Pilat             | 15 czerwca 1892 -18 czerwca 1903  |
| Stanisław Brykczyński     | 13 czerwca 1893 – 10 czerwca 1906 |
| Witold Czartoryski        | 30 czerwca 1900 – 18 czerwca 1903 |
| Jan Vivien                | 18 czerwca 1903 – 15 czerwca 1911 |
| Artur Cielecki-Zaremba    | 18 czerwca 1903 – 10 czerwca 1909 |
| Witold Czartoryski        | 10 czerwca 1906 – 24 czerwca 1910 |
| Aleksander Dąmbski        | 10 czerwca 1909 – 20 czerwca 1914 |
| Kazimierz Szeptycki       | 24 czerwca 1910 – 13 czerwca 1912 |
| Aleksander Raciborski     | 15 czerwca 1911 – 13 czerwca 1912 |
| Marian Lisowiecki         | 13 czerwca 1912 – 20 czerwca 1914 |
| Jan Rozwadowski           | 13 czerwca 1912 – 20 czerwca 1914 |

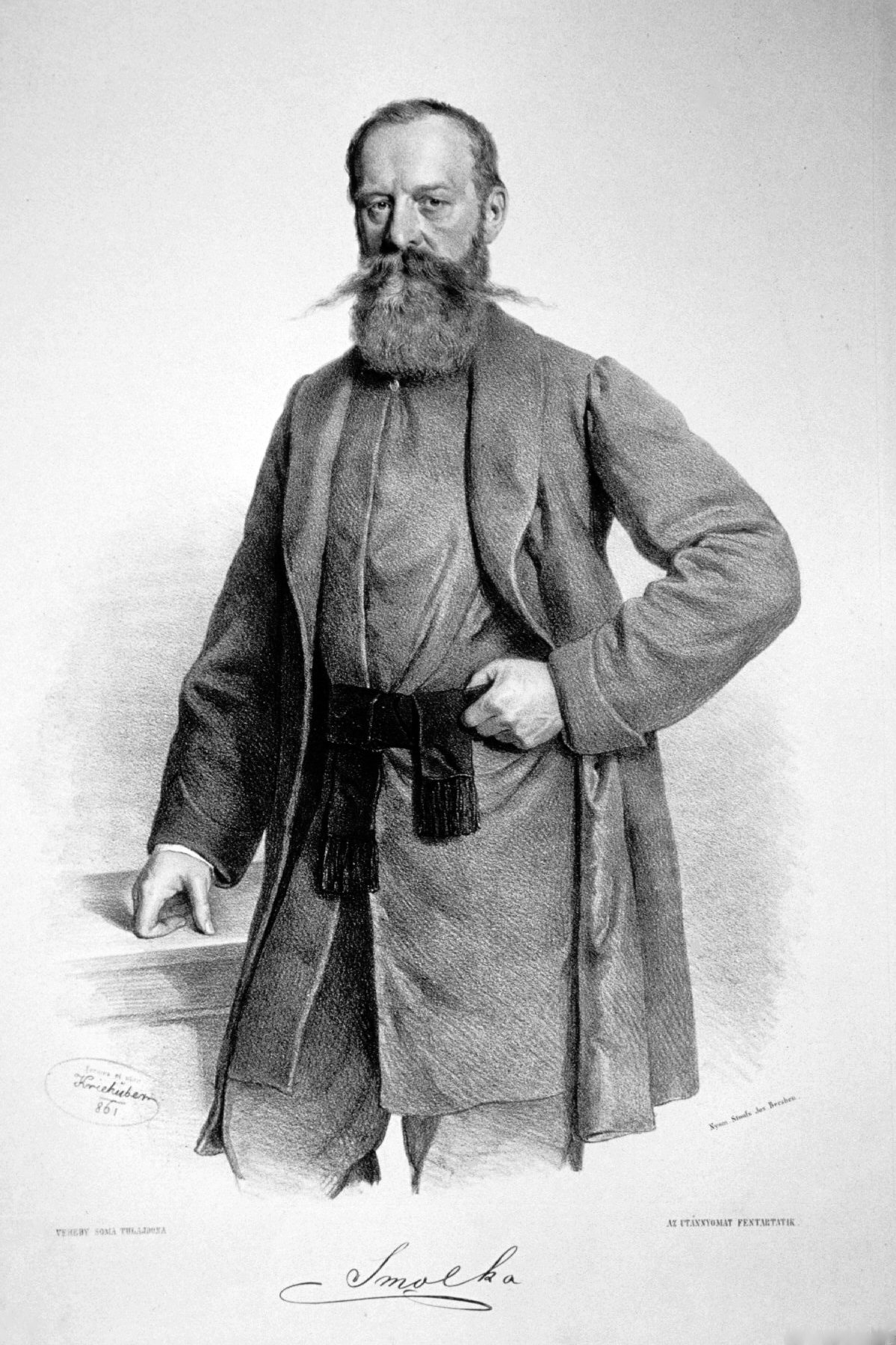
Franciszek Smolka drugi prezes Galicyjskiego Towarzystwa Gospodarskiego (litografia Josefa Kriehubersa z 1861)

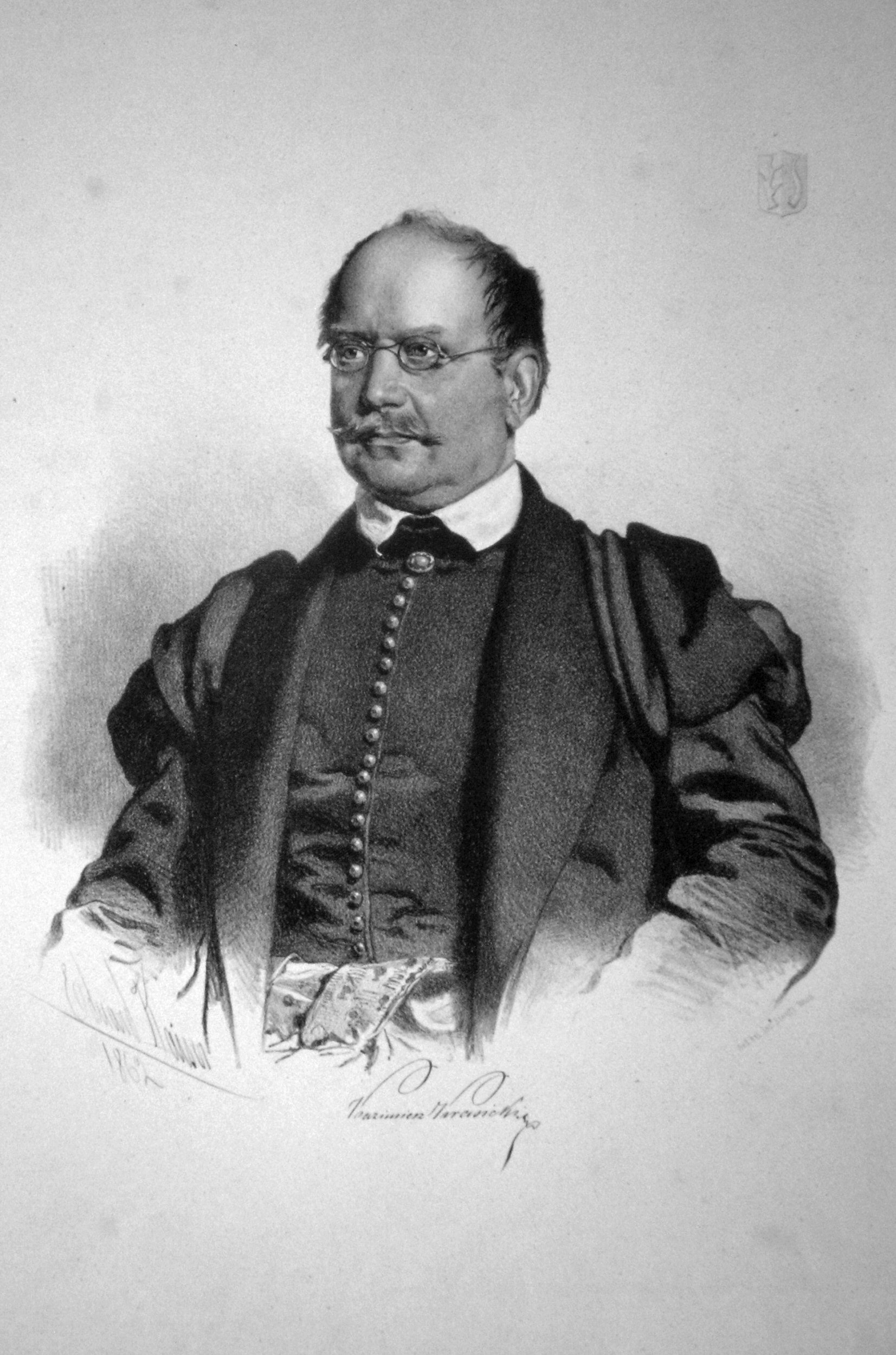
Kazimierz Antoni Krasicki trzeci prezes Galicyjskiego Towarzystwa Gospodarskiego (litografia Eduarda Kaisera z 1862)

Czołowy aktyw stowarzyszenia stanowili członkowie jego Komitetu którymi w latach 1846–1914 byli:
| A | Dawid Abrahamowicz (20 czerwca 1873 – 24 czerwca 1874, 30 czerwca 1881 – 15 czerwca 1902), Telesfor Adamski (10 czerwca 1909 – 24 czerwca 1910), Bolesław Augustynowicz (24 czerwca 1874 – 18 czerwca 1875) |
| B | Antoni Barański (10 lipca 1883 – 13 czerwca 1893), Franciszek Biesiadecki (24 czerwca 1910 – 13 czerwca 1912), Władysław Biesiadecki (22 lutego 1850 – 13 lutego 1853), Eligiusz Białoskórski (16 lutego 1868 – 28 czerwca 1870), Leon Biliński (18 czerwca 1875 – 24 czerwca 1878, 12 czerwca 1880 – 28 czerwca 1884), Stanisław Bohdanowicz (18 czerwca 1903 – 24 czerwca 1910), Zygmunt Bojarski (26 maja 1876 – 10 czerwca 1887), Józef Borowski (30 czerwca 1881 – 23 czerwca 1889), Jan Breuer (28 czerwca 1870 – 30 czerwca 1871, 14 czerwca 1882 – 18 czerwca 1903), Julian Brunicki (20 czerwca 1897 – 20 czerwca 1914), Mieczysław Brykczyński (13 czerwca 1912 – 28 czerwca 1913), Stanisław Brykczyński (23 czerwca 1889 – 13 czerwca 1893) |
| C | Kazimierz Chłędowski (28 czerwca 1870 – 24 czerwca 1874), Artur Cielecki-Zaremba (15 czerwca 1892 – 18 czerwca 1903, 10 czerwca 1909 – 28 czerwca 1913), Teofil Ciesielski (18 czerwca 1875 – 12 czerwca 1880), Witold Czartoryski (27 czerwca 1894 – 30 czerwca 1900, 18 czerwca 1903 – 10 czerwca 1906), Władysław Czaykowski (28 czerwca 1884 – 15 czerwca 1892) |
| D | Antoni Dembiński (30 czerwca 1871 – 25 czerwca 1872), Feliks Drużbacki (13 czerwca 1912 – 20 czerwca 1914), Edward Dzieduszycki (28 czerwca 1870 – 24 czerwca 1874), Klemens Dzieduszycki (13 czerwca 1893 – 20 czerwca 1897), Tytus Dzieduszycki (31 stycznia 1846 – 22 lutego 1850), Władysław Dzieduszycki (13 czerwca 1912 – 20 czerwca 1914), Włodzimierz Dzieduszycki (6 lutego 1860 – 25 czerwca 1861, 24 czerwca 1874 – 26 maja 1876) |
| F | Tadeusz Fedorowicz (18 czerwca 1903 – 20 czerwca 1914), Juliusz Frommel (16 czerwca 1895 – 30 czerwca 1908) |
| G | Józef Gizowski (10 lipca 1883 – 16 czerwca 1895), Włodzimierz Gniewosz (28 czerwca 1884 – 24 czerwca 1904), Wincenty Gnoiński (10 czerwca 1877 – 24 czerwca 1878), Stefan Godlewski (24 czerwca 1910 – 20 czerwca 1914), Piotr Gross (31 stycznia 1848 – 22 lutego 1850, 24 czerwca 1874 – 12 czerwca 1880) |
| H | Cezary Haller (28 czerwca 1870 – 20 czerwca 1873), Otto Hausner (10 czerwca 1877 – 12 czerwca 1890), Seweryn Henzel (12 czerwca 1880 – 15 czerwca 1892, 20 czerwca 1899 – 18 czerwca 1903) |
| J | Józef Jabłonowski (20 czerwca 1873 – 24 czerwca 1874), Karol Jabłonowski (22 lutego 1850 – 13 lutego 1853), Józef Jaegermann (26 maja 1876 – 10 czerwca 1877), Jan Jaruntowski (13 lutego 1853 – 7 lutego 1856) |
| K | Maurycy Kabat (30 stycznia 1866 – 16 lutego 1868), Antoni Klima (30 czerwca 1848 – 13 lutego 1853), Włodzimierz Kozłowski (15 czerwca 1888 – 18 czerwca 1903, 10 czerwca 1906 – 24 czerwca 1910), Maurycy Kraiński (31 stycznia 1846 – 17 lutego 1857), Władysław Kraiński (30 czerwca 1900 – 10 czerwca 1906), Kazimierz Krasicki (31 stycznia 1846 – 6 lutego 1858, 18 czerwca 1862 – 30 stycznia 1866, 10 czerwca 1877 – 15 czerwca 1879), Szymon Krawczykiewicz (18 czerwca 1854 – 6 lutego 1860), Karol Kruzenstern (24 czerwca 1910 – 20 czerwca 1914), Kornel Krzeczunowicz (6 lutego 1858 – 18 czerwca 1862), Walerian Krzeczunowicz (7 lutego 1856 – 30 stycznia 1866), Mikołaj Krzysztofowicz (18 czerwca 1903 – 24 czerwca 1910), Teodor Kulczycki (20 czerwca 1873 – 12 czerwca 1880), August Kunzek (31 stycznia 1846 – 31 stycznia 1848) |
| L | Tadeusz Langie (12 czerwca 1885 – 18 czerwca 1903), Felicjan Laskowski (13 lutego 1853 – 16 lutego 1868), Józef Lehr (13 lutego 1853 – 28 lutego 1859), Marian Lisowiecki (18 czerwca 1903 – 13 czerwca 1912), Aleksander Littich (15 czerwca 1892 – 13 czerwca 1893), Władysław Lubomęski (10 lipca 1883 – 15 czerwca 1892), Adam Franciszek Lubomirski (15 czerwca 1892 – 13 czerwca 1893), Andrzej Lubomirski (23 czerwca 1889 – 20 czerwca 1914) |
| Ł | Karol Łuszczewski (28 czerwca 1913 – 20 czerwca 1914) |
| M | Jan Marceli Madeyski (30 czerwca 1908 – 13 czerwca 1912), Mieczysław Marassé (16 lutego 1868 – 28 czerwca 1870), Tadeusz Grzegorz Mars (24 czerwca 1904 – 30 czerwca 1908), Edward Micewski (28 czerwca 1870 – 25 czerwca 1872), Kazimierz Miczyński (10 czerwca 1909 – 20 czerwca 1914), Józef Mikułowski-Pomorski (18 czerwca 1903 – 24 czerwca 1910), Józef Milewski (10 czerwca 1909 – 28 czerwca 1913), Alfred Młocki (25 czerwca 1861 – 30 stycznia 1866), Michał Mrozowicki (25 czerwca 1861 – 30 stycznia 1866), Jan Mycielski (24 czerwca 1910 – 20 czerwca 1914) |
| N | Józef Nowosielecki (12 czerwca 1880 – 30 czerwca 1881) |
| O | Kazimierz Obertyński (18 czerwca 1875 – 15 czerwca 1879), Mieczysław Onyszkiewicz (15 czerwca 1892 – 18 czerwca 1903) |
| P | Józef Pajączkowski (16 lutego 1868 – 30 czerwca 1871), Kazimierz Pańkowski (24 czerwca 1878 – 14 czerwca 1882), Jan Paygert (24 czerwca 1910 – 13 czerwca 1912), Kornel Paygert (18 czerwca 1903 – 24 czerwca 1910), Franciszek Ksawery Petrowicz (30 stycznia 1866 – 28 czerwca 1870), Tadeusz Pilat (24 czerwca 1874 – 15 czerwca 1892, 18 czerwca 1903 – 20 czerwca 1914), Leonard Piniński (10 lipca 1883 – 12 czerwca 1885), Michał Plezia (13 czerwca 1912 – 20 czerwca 1914), Leon Podleski (10 czerwca 1906 – 30 czerwca 1908), Walerian Podlewski (28 czerwca 1870 – 14 czerwca 1882), Stanisław Polanowski (26 maja 1876 – 10 czerwca 1877), Leon Puzyna (24 czerwca 1910 – 20 czerwca 1914) |
| R | Aleksander Raciborski (28 czerwca 1913 – 20 czerwca 1914), Albin Rayski (15 czerwca 1879 – 12 czerwca 1880), Friedrich Rohleder (31 stycznia 1846 – 30 czerwca 1848), Emanuel Roiński (18 czerwca 1875 – 10 lipca 1883), Piotr Romaszkan (31 stycznia 1846 – 31 stycznia 1848), Jan Rozwadowski (24 czerwca 1910 – 13 czerwca 1912), Wincenty Rozwadowski (30 czerwca 1908 – 20 czerwca 1914), Włodzimierz Russocki (17 lutego 1857 – 6 lutego 1858), Tadeusz Rylski (28 czerwca 1913 – 20 czerwca 1914) |
| S | Adam Sapieha (6 lutego 1860 – 24 czerwca 1874), Leon Sapieha (16 lutego 1868 – 28 czerwca 1870, 23 czerwca 1889 – 13 czerwca 1893), Paweł Sapieha (10 czerwca 1909 – 20 czerwca 1914), Władysław Sapieha (10 czerwca 1886 – 24 czerwca 1910), August Schellenberg (12 czerwca 1880 – 27 czerwca 1894), Oskar Schnell (16 czerwca 1895 – 20 czerwca 1914), Jakub Shoklitz (30 czerwca 1848 – 18 czerwca 1854), Józef Sermak (30 czerwca 1871 – 24 czerwca 1874), Maciej Serwatowski (20 czerwca 1873 – 24 czerwca 1874), Władysław Serwatowski (13 czerwca 1912 – 20 czerwca 1914), Tadeusz Skałkowski (15 czerwca 1879 – 10 czerwca 1909), Ludwik Skrzyński (6 lutego 1858 – 6 lutego 1860), Władysław Skrzyński (31 stycznia 1848 – 30 czerwca 1848), Paweł Skwarczyński (18 czerwca 1875 – 10 czerwca 1877), Franciszek Smolka (28 lutego 1859 – 25 czerwca 1861), Wiktor Sobieszczański (30 czerwca 1871 – 24 czerwca 1874), Stanisław Stadnicki (23 czerwca 1889 – 12 czerwca 1890), Tomasz Stanecki (25 czerwca 1872 – 18 czerwca 1875), Jan Kanty Steczkowski (15 czerwca 1902 – 18 czerwca 1903), Adolf Stroner (30 czerwca 1871 – 20 czerwca 1873), Zygmunt Strusiewicz (24 czerwca 1878 – 10 lipca 1883), Władysław Struszkiewicz (13 czerwca 1912 – 28 czerwca 1913), Feliks Strzelecki (30 stycznia 1866 – 16 lutego 1868, 28 czerwca 1870 – 25 czerwca 1872), Henryk Strzelecki (16 lutego 1868 – 20 czerwca 1873, 24 czerwca 1874 – 23 czerwca 1889), Leon Suchodolski (28 czerwca 1870 – 30 czerwca 1871), Kazimierz Szeptycki (18 czerwca 1903 – 24 czerwca 1910), Ignacy Szyszyłowicz (30 czerwca 1898 – 18 czerwca 1903, 15 czerwca 1907 – 24 czerwca 1910) |
| T | Kazimierz Mniszek-Tchorznicki (18 czerwca 1875 – 26 maja 1876), Franciszek Torosiewicz (25 czerwca 1872 – 20 czerwca 1873), Jerzy Turnau (15 czerwca 1902 – 20 czerwca 1914), Ludwik Timoftiewicz (16 czerwca 1895 – 30 czerwca 1900), Władysław Tyniecki (12 czerwca 1880 – 30 czerwca 1908) |
| U | Stanisław Ujejski (24 czerwca 1910 – 20 czerwca 1914) |
| W | Henryk Walter (26 maja 1876 – 10 czerwca 1877), Piotr Wasilewski (30 stycznia 1861 – 16 lutego 1868), Tadeusz Wasilewski (14 czerwca 1882 – 28 czerwca 1884), Józef Wereszczyński (24 czerwca 1874 – 30 czerwca 1881), Adolf Wiesiołowski (15 czerwca 1892 – 18 czerwca 1903, 24 czerwca 1904 – 10 czerwca 1906), Jakub Wiktor (28 czerwca 1870 – 18 czerwca 1875), Jan Wiktor (28 czerwca 1913 – 20 czerwca 1914), Kazimierz Wiktor (27 czerwca 1894 – 24 czerwca 1904), Jan Wilusz (13 czerwca 1912 – 28 czerwca 1913), Leoncjusz Wybranowski (26 maja 1876 – 15 czerwca 1892) |
| Z | Stefan Zamoyski (30 stycznia 1866 – 16 lutego 1868, 24 czerwca 1878 – 12 czerwca 1880, 27 czerwca 1894 – 20 czerwca 1899) |

## Członkowie Stowarzyszenia
Od momentu powstania Galicyjskiego Towarzystwa Gospodarskiego istniały w nim trzy kategorie członków: honorowi, korespondencyjni i czynni. Podstawową kategorię stanowili członkowie zwykli (inaczej czynni) – do których zaliczano członków płacących regularnie składki i uczestniczących w działalności stowarzyszenia. Do członków honorowych zaliczano członków rodziny cesarskiej, wybitnych polityków, a także szczególnie zasłużonych dla rozwoju Towarzystwa członków czynnych. Istniała także kategoria członków korespondentów, do których zaliczano autorów współpracujących z wydawanymi przez GTG periodykami rolniczymi.

## Źródła do dziejów Galicyjskiego Towarzystwa Gospodarskiego
- Tadeusz Łopuszański, Pamiętnik c. k. Galicyjskiego Towarzystwa Gospodarskiego 1845-1894, Lwów 1894 Tarnowska Biblioteka Cyfrowa – wersja elektroniczna
- Ustawy c.k. Galicyjskiego Towarzystwa Gospodarskiego, Lwów 1846
- Sprawozdanie Komitetu c. k. Galicyjskiego Towarzystwa Gospodarskiego za rok 1890, Lwów 1891, Jagiellońska Biblioteka Cyfrowa – wersja elektroniczna
- Sprawozdanie Komitetu c. k. Towarzystwa Gospodarskiego Galicji za rok 1891, Lwów 1892, Jagiellońska Biblioteka Cyfrowa – wersja elektroniczna
- Sprawozdanie Komitetu c. k. Galicyjskiego Towarzystwa Gospodarczego za rok 1907, Lwów 1908
- Sprawozdanie Komitetu c. k. Galicyjskiego Towarzystwa Gospodarczego za rok 1908, Lwów 1909
- Sprawozdanie Komitetu c. k. Galicyjskiego Towarzystwa Gospodarczego za rok 1909, Lwów 1910
- Sprawozdanie Komitetu c. k. Galicyjskiego Towarzystwa Gospodarczego za rok 1910, Lwów 1911
- Sprawozdanie Komitetu c. k. Galicyjskiego Towarzystwa Gospodarskiego za rok 1911, Lwów 1912, Podkarpacka Biblioteka Cyfrowa – wersja elektroniczna
- Sprawozdanie Komitetu c. k. Galicyjskiego Towarzystwa Gospodarskiego za rok 1912, Lwów 1913, Podkarpacka Biblioteka Cyfrowa – wersja elektroniczna
- Sprawozdanie Komitetu c. k. Galicyjskiego Towarzystwa Gospodarskiego za rok 1913, Lwów 1914 Podkarpacka Biblioteka Cyfrowa – wersja elektroniczna
- „Rozprawy c. k. Galicyjskiego Towarzystwa Gospodarskiego”, t. 1-32 1846-1867 Jagiellońska Biblioteka Cyfrowa – wersje elektroniczne
- „Rolnik” tygodnik dla gospodarzy wiejskich. organ c. k. Galicyjskiego Towarzystwa Gospodarskiego. 1867-1905 Jagiellońska Biblioteka Cyfrowa – wersje elektroniczne